# Paraparaumu Beach
Paraparaumu Beach est un village sur la côte de Kapiti de l’Île du Nord de la Nouvelle-Zélande.

## Situation
Il est localisé à l’ouest de centre-ville de Paraparaumu, à 50 km au nord de la capitale Wellington.
La zone fait face à l’île de Kapiti.

## Démographie
Paraparaumu Beach, qui couvre 4,80 km2  avait une population de 9 087 habitants lors du recensement de 2018 en Nouvelle-Zélande, en augmentation de 507 personnes (5,9 %) depuis le recensement de 2013 et une augmentation de 1 077 personnes (13,4 %) depuis celui de 2006.
Il y avait 3 609 logements.
On comptait 4 293 hommes et 4 794 femmes, donnant un sexe-ratio de 0,9 homme pour une femme, avec 1 629 personnes (17,9 %) âgées de moins de 15 ans, 1 287 personnes (14,2 %) âgées de 5 à 29 ans, 3 921 personnes (43,1 %) âgées de 30 à 64 ans, et 2 250 personnes (24,8 %) âgées de 65 ans ou plus.
L’ethnicité était pour  89,9 % européenne/Pakeha, 11,8 % maorie, 2,7 % originaire du Pacifique , 4,5 % asiatique, et 2,5 % d’une autre ethnicité (le total peut faire plus de 100 % dans la mesure où une personne peut se déclarer de multiples ethnicités).
La proportion de personnes nées outre-mer était de 23,4 %, comparée avec les 27,1 % au niveau national.
Bien que certaines personnes refusent de donner leur religion, 53,7 % n’avaient aucune religion, 35,5 % étaient chrétiens, 0,6 % étaient hindouistes, 0,2 % étaient musulmans, 0,5 % étaient bouddhistes et 1,9 % avaient une autre religion.
Parmi ceux de moins de 15 ans d’âge, 1 491 personnes (20,0 %) avaient une licence ou un degré supérieur, et 1 230 personnes (16,5 %) n’avaient aucune  qualification formelle.
Le statut d’emploi de ceux d’au moins 15 ans d’âge était pour 3 270 personnes (43,8 %) un emploi à temps plein, 1 059 personnes (14,2 %) étaient à temps partiel et 303 personnes (4,1 %) étaient sans emploi
| Nom                     | Population | logements | âge médian | revenus médian |
| ----------------------- | ---------- | --------- | ---------- | -------------- |
| Paraparaumu Beach nord  | 4 056      | 1 482     | 42,1 ans   | 32 300 $       |
| Paraparaumu Beach ouest | 2 364      | 1 017     | 50,5 ans   | 31 400 $       |
| Paraparaumu Beach est   | 2 667      | 1 110     | 49,9 ans   | 27 900 $       |
| Nouvelle-Zélande        |            |           | 37,4 ans   | 31 800 $       |

## Attractions
Les attractions comprennent un studio et une galerie de l'artiste Shona Moller ainsi que le Paraparaumu Beach Golf Club.

## Éducation
L’école de Paraparaumu Beach est une école primaire, publique, mixte, allant des années 1 à 8,, avec un effectif de 568 élèves en juillet 2022
La Kenakena School est une école primaire, publique, mixte, allant des années 1 à 8,, avec un effectif de 546 élèves.
Le collège de Paraparaumu (en) est une école secondaire, publique, mixte, allant des années 9 à 13,, avec un effectif de 1 325 élèves.